# Elecciones parlamentarias de Portugal de 1995
Las elecciones parlamentarias de Portugal de 1995 se celebraron el 1 de octubre de ese año, con el propósito de elegir a los miembros de la Asamblea de la República. El PS ganó las elecciones con 112 diputados, quedándose a 4 de la mayoría absoluta. Fue investido nuevo primer ministro António Guterres, tras un acuerdo del PS con la CDU.
Con una abstención del 33,70%, los resultados completos fueron los siguientes:
| Elecciones legislativas portuguesas de 1995               |           |        |         |      |
| Partido                                                   | Votos     | %      | Escaños | Dif. |
| Partido Socialista (PS)                                   | 2.583.755 | 43,76  | 112     | +40  |
| Partido Social Demócrata (PSD)                            | 2.014.589 | 34,12  | 88      | -47  |
| Centro Democrático Social-Partido Popular (CDS-PP)        | 534.470   | 9,05   | 15      | +10  |
| Coalición Democrática Unitaria (CDU)                      | 506.157   | 8,57   | 15      | -2   |
| PCTP/MRPP                                                 | 41.137    | 0,70   | 0       | =    |
| Partido Socialista Revolucionario (PSR)                   | 37.638    | 0,64   | 0       | =    |
| Unión Democrática Popular (UDP)                           | 33.876    | 0,57   | 0       | =    |
| Partido de la Solidaridad Nacional (PSN)                  | 12.613    | 0,21   | 0       | -1   |
| Partido del Pueblo (PG)                                   | 8.279     | 0,14   | 0       | -    |
| Partido de la Tierra (MPT)                                | 8.235     | 0,14   | 0       | -    |
| Partido de la Tierra/Partido Popular Monárquico (MPT/PPM) | 5.932     | 0,10   | 0       | -    |
| Movimiento por la Unidad de los Trabajadores (MUT)        | 2.544     | 0,04   | 0       | -    |
| Partido Democrático del Atlántico (PDA)                   | 2.536     | 0,04   | 0       | =    |
| Votos en blanco                                           | 45.793    | 0,78   |         |      |
| Votos nulos                                               | 67.300    | 1,14   |         |      |
| Total                                                     | 5.904.854 | 100,00 | 230     |      |

Fuente: Comissão Nacional de Eleições Archivado el 19 de agosto de 2014 en Wayback Machine.